# Park Moczydło w Warszawie
Park Moczydło – park na warszawskiej Woli, znajdujący się na terenie osiedla Koło, między ulicami: Deotymy, Górczewską, Prymasa Tysiąclecia i Czorsztyńską.

## Historia

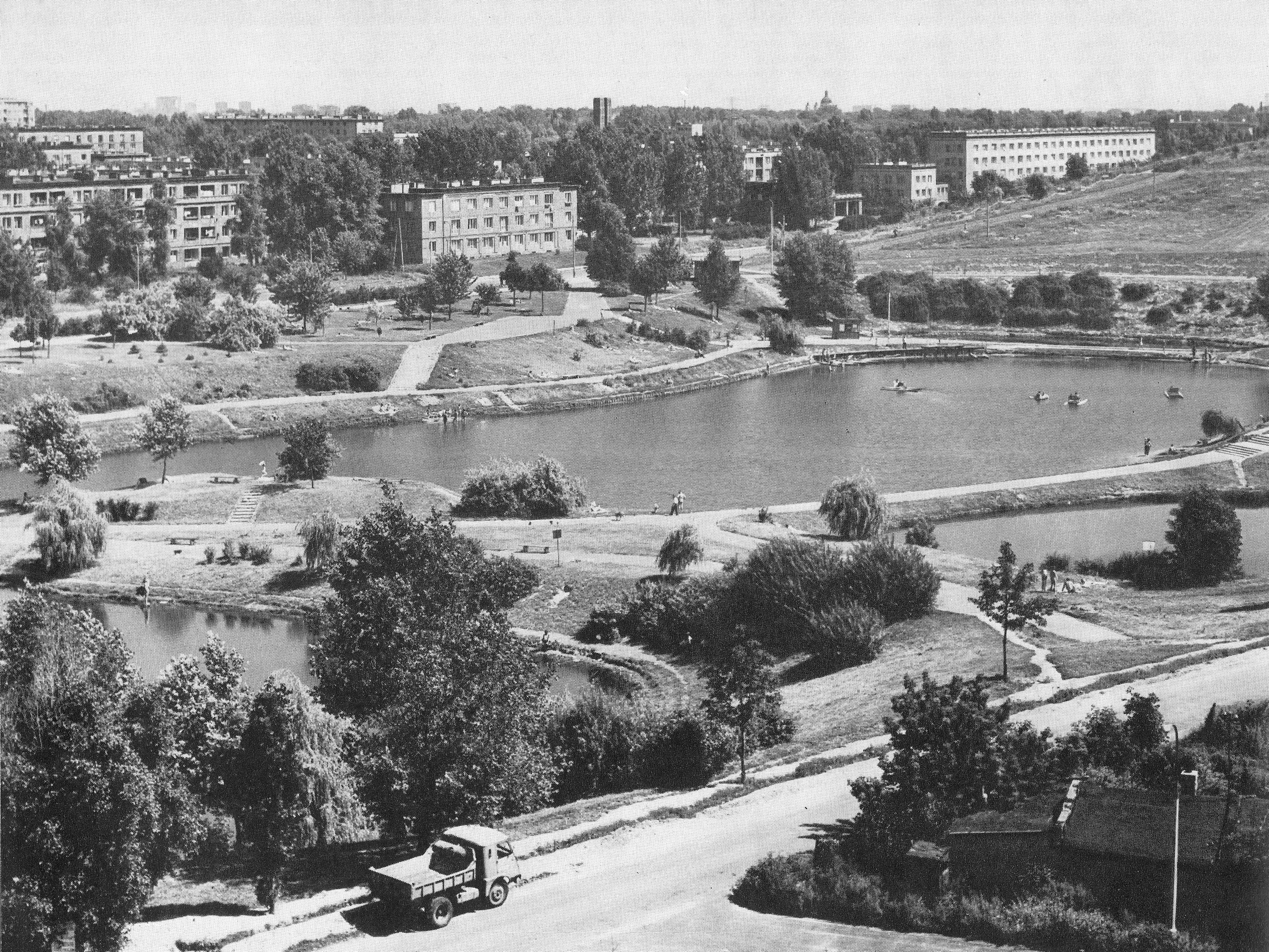
Park Moczydło w latach 70. XX wieku

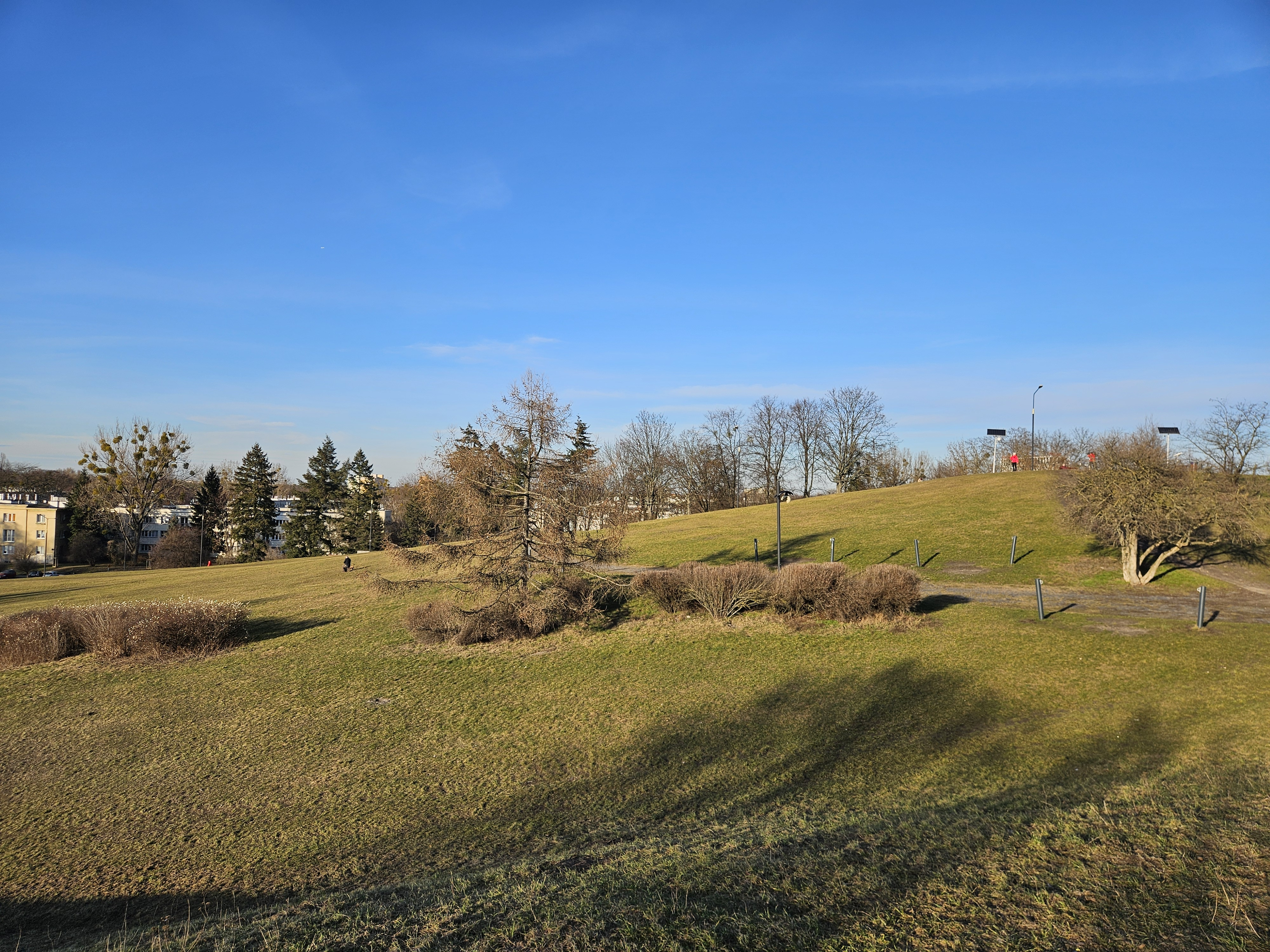
Kopiec w Parku Moczydło

Pod koniec XIX wieku na obszarze obecnego parku działała cegielnia przedsiębiorstwa Kohen i Oppenheim. Na terenie obecnych stawów o nazwie Glinki znajdowały się wtedy wyrobiska gliny. Obszar ze wschodu na zachód przecinała ulica Jadwigi Łuszczewskiej, od której na północ odchodziła prostopadła ulica Magistracka, zaś na południe odchodziły ulice Zagłoby i Inowrocławska. Uchwałą Magistratu m.st. Warszawy z dnia 10 maja 1927 zmieniono nazwę ulicy Jadwigi Łuszczewskiej na ulica Narcyzy Żmichowskiej, aby nie powielała ona upamiętnienia tej samej patronki, którą od 1921 upamiętniała krzyżująca się z nią ulica Deotymy.
Po śmierci Uszera Oppenheima w 1930 produkcję cegły z glinianek kontynuował Stanisław Grosman, prawdopodobnie do września 1939. Cegielnia posiadała przedwojenny adres Inowrocławska 5, zaś budynek cegielni znajdował się na terenie obecnego stadionu Klubu Sportowego „Olimpia”. Przedsiębiorstwo cegielni nie przetrwało wojny. W 1939 tereny cegielni i glinianek odkupiły od spadkobierców Kohena i Oppenheima władze miasta.
Po II wojnie światowej znajdowały się tam glinianki, wysypiska i stare zabudowania. Teren uporządkowali w czynie społecznym uczniowie wolskich szkół, mieszkańcy i pracownicy lokalnych zakładów. Ze zwiezionych z Warszawy gruzów zniszczonych w czasie wojny budynków usypano sztuczne wzniesienie, nazywane Kopcem Moczydłowskim lub Górką Moczydłowską.
Park został urządzony w latach 60. XX wieku według projektu Marii Szczypiorskiej i Aliny Scholtzówny jako teren rekreacyjny dla mieszkańców nowo wznoszonych okolicznych osiedli. Powstały wtedy: stadion Klubu Sportowego „Olimpia”, boiska i korty tenisowe, a także orczykowy wyciąg narciarski.
W 2001 w południowo-zachodnim narożniku parku, w pobliżu skrzyżowania ulic Górczewskiej i Deotymy, odsłonięto posąg Chrystusa Miłosiernego autorstwa Kazimierza Gustawa Zemły.
Uchwałą Rady m.st. Warszawy z dnia 18 czerwca 2009 dotychczasowej ulicy Narcyzy Żmichowskiej nadano nazwę aleja Narcyzy Żmichowskiej, aby uwzględnić zmianę jej charakteru z miejskiej ulicy na aleję parkową.
W XX w. w rejonie między współczesnym osiedlem Moczydło a parkiem Moczydło biegła ulica o tej nazwie.